# Анастас Боцарић
Анастас Боцарић (Будва, 1. јануар 1864 — Пераст, 1944) био је српски сликар.

## Биографија
Боцарић је рођен 1864. године у Будви, у српској трговачкој породици која води порекло из Тесалије у данашњој Грчкој. Презиме је у ствари потицало „из Албаније” где су стари Боцарићи (пре 250 година) били лончари, занатлије за израду посуђа од глине тзв. "бочари" или "боцари". Предак Анастасов - Марко Боцарић је у своје време учествовао у ослобођењу Грчке, па су Грци волели и својатали и у 20. веку све Боцариће.
Анастас као дечак 14. година је својевољно отишао од куће, да би похађао уметничку академију у Атини. Учио је сликарство у Солуну (кратко) и Атини. После студија у Грчкој, вратио се у завичај где је постао дворски сликар црногорског књаза Николе, на Цетињу. После свађе са књазом отишао је у Далмацију. Боравио је најпре у Задру, па Загребу, а од 1896. године у Сарајеву и Мостару. Током живота срећемо га и у Рисну, Венецији, Истанбулу, Адис Абеби, Каиру, Скопљу, Солуну и Новом Саду. На позив српске владе 1900. године отишао је у Цариград да оснује српску школу, чији је био директор. Исте године у друштву са најистакнутијим српским уметницима излаже на Светској изложби у Паризу. Показао је публици своје познато дело „На развалинама српског царства”. Као директор Балканског уметничког завода у Солуну (који је он основао 1908), Боцарић је осмислио и нацртао 1909. године грб афричке државе Абисиније, који је и победио на конкурсу. Анастас је увео у сликарство, учећи га цртању и рођеног млађег брата касније такође академског сликара Шпиру. И син Анастасов - Сава је био такође уметник, а словио се за портретисту-скулптора који је имао великог успеха у иностранству.
Године 1893. иконописац је радио иконе иконостаса за православну цркву у малом месту Плавшинцу, код Копривнице. Нови уговор за црквени посао склапа 1894. године са црквеном општином у месту Блињи. За украшавање темпла добио је 2400 ф. хонорар. Боцарић је октобра 1897. године завршио иконостас у православној цркви у Рогатици. Било је то на предлог Срба из Далмације. Слику "Гуслар на збору" (или под именом „На развалинама царства српског”) коју је урадио Боцарић, дао је направити и умножити у виду квалитетне репродукције олеографије, загребачки трговац Петар Николић 1901. године. Сликар је био пријатељ краља Петра I Карађорђевића, из времена кад још није ступио на српски престол. Учествује Анастас на Првој југословенској изложби одржаној у Београду 1904. године. Његова слика "Чета Петра Мркоњића" је и откупљена за износ од 11.815 динара. Године 1907. уметник живи у Скопљу, где ради као професор "цртања и лепог писања" у Српској гимназији и Мушкој Учитељској школи. Тада настају његова дела - рељефи са тематиком из националне историје: "Како је српски гуслар ослијепио". и "Онђе паде Орловићу Павле". Прва наведене слика је била изложена на Балканској изложби.
Познати српски колекционар и мецена, велепоседник Јоца Вујић позвао га је код себе у Сенту. Ту је током маја-јуна 1911. године Боцарић сликао за домаћина. Уметник је за потребе Јозефовске општине, радио по поруџбини портрет Емила Талијана. Црквени оци у Јозефову су искористили присуство "познатог уметника" да га ангажују да оконча осликавање иконостаса након 59 година. По уговору склопљеном 4. јуна 1912. године Боцарић је требало да допуни икостас са 12 нових икона, као и да изврши поправке на још седам. Сликар је посао завршио већ августа 1912. године, када је извршена колаудација радова. У Новом Саду је живео и радио од 1911. године, ту је касније предавао - био "учитељ вештина" у женској Учитељској школи (пензионисан 1932!), а у сопственом сликарском атељеу, отворио школу вајарства и сликарства. Академија уметности у Београду је 1921. године дала стручно мишљење о његовој слици "Трагедија и слава Србије". Боцарић се 1921. године обраћао министарству просвете Краљевине СХС са молбом за пријем у ред наставника. Одликован је 1924. године Орденом Св. Саве V реда, као учитељ вештина у новосадској женској Препарандији, где је постављен за привременог 1923. године. 
У младости је објављивао и поезију у „Невену“ и „Цариградском гласнику“. Боцарић је будући свестран уметник радио и фреско слике (1934). У Прњавору, у костурници подигнутој у порти цркве насликао је три велике фреске са потресним призорима верне реконструкције страшних злочина над становништвом, од стране окупатора Мађара током августа 1914. године. Мађарски војници су у Прњавору бајонетима изболи 17 жена и деце, које су затим живе запалили у учионици тамошње школе.
Први је представник грађанског сликарства у Црној Гори, Херцеговинии и Босни. Сликао је иконе на Цетињу, у Будви, Прчњу и Спичу. Поред иконостаса и икона радио је портрете и историјске композиције. Најбољи његови радови настали су деведесетих година XIX века (око 1896): портрети архимандрита Јанићија Памучине, песника Ј. Шантића и сарајевског трговца Пешута, затим „Портрет трговца Иванишевића“, "Портрет краља Алексадра I Карађорђевића" (1924). Његово дело је углавном везано за академски реализам, портрете је углавном радио према фотографијама.
Излагао је радове у Прагу, Варшави, Братислави, Риги, Софији, Букурешту, Берлину, Талину и Будимпешти. Његова дела се налазе у сталној поставци у Умјетничкој галерији у Сарајеву и њеној експозитури у Бањалуци.
Аутор је првог грба Етиопије.